# ۱۱۸۰ (میلادی)
۱۱۸۰ (میلادی) هزارو صد و هشتادمین سال تقویم میلادی است.

## زادگان
- ۶ اوت – امپراتور گو-توبا، شاعر ژاپنی

## درگذشتگان
- ۲۴ سپتامبر، مانوئل یکم کومننوس، امپراتور بیزانس
- ابراهیم بن دائود، ستاره‌شناس، تاریخ‌نویس، فیلسوف و دین‌شناس اسپانیایی یهودی
- مستضی، خلیفهٔ عباسی